# Saint-André (Réunion)
Saint-André este un oraș francez, situat în departamentul de peste mări Réunion din Oceanul Indian. 

## Educație
- [[École pour l'informatique et les nouvelles technologies]

1. ↑  répertoire géographique des communes, accesat în 26 octombrie 2015
2. ↑  dataset of postal codes in France, 1 octombrie 2018